# Trichiosoma malaisei
Trichiosoma malaisei är en stekelart som beskrevs av Saarinen 1950. Trichiosoma malaisei ingår i släktet Trichiosoma, och familjen klubbhornsteklar. Arten har ej påträffats i Sverige.